# Artemisia argyi
Artemisia argyi là một loài thực vật có hoa trong họ Cúc. Loài này được H.Lév. & Vaniot mô tả khoa học đầu tiên năm 1910.